# Jorian
Jorian is een voornaam die wordt gegeven aan jongens, en welke niet veel voorkomt in Nederland.
De naam komt van de Provençaalse vleivorm van George, in het Nederlands Joris of Jurriaan. De oorspronkelijke herkomst ligt in het Grieks. De oorspronkelijke betekenis van deze jongensnaam is landbouwer.